# Muthuswami Dikshitar
Muthuswami Dikshitar (Tiruvarur, districte de Thanjavur a Tamil Nadu, 24 de març de 1775 – 21 d'octubre de 1835) va ser un compositor indi.

## Biografia

### Primers anys
Era el fill gran de Ramaswami Dikshitar i Subbamma. Muthuswami va néixer després que els seus pares resessin demanant un fill baró al temple de Vaitheeswaran Koil.
Segons conta Subbarama Dikshitar, (la mare), Muthuswami Dikshitar nasqué l'any del manmatha, en el mes de Panquni en el marc de l'asterisma Krittikaa. Va rebre el nom de la deïtat del temple Muttukumaraswamy. Tenia dos germans mascles menors que ell, Baluswami, Chinnaswami; i una germana: Balambal.
Amb el manteniment de les tendències de l'educació dels nens brahamans de l'època, Muthuswami aprengué l'idioma sànscrit, les Vedes i altres importants texts religiosos. Inicialment rebé educació musical de son pare.
Malgrat de trobar-se encara en l'adolescència, el seu pare l'envià en una peregrinació amb un monjo errant nomenat Chidambaranatha Yogi, per poder adquirir coneixement musical i filosòfic. En el transcurs d'aquest pelegrinatge, visità molts llocs del Nord de l'Índia, i adquirí un ampli panorama que es reflecteix en moltes de les seves composicions.
Durant l'estada a Kashi (Varanasi), el seu guru Chidambarantha Yogi, presentà Dikshitar amb una única vina, i morí poc temps després. El Samadhi de Chidambaranatha Yogi encara es pot veure en la zona de Hanuman Ghat, a Varanasi.
Muthuswami Dikshitar assolí el domini de la vina, i la influència de la tècnica d'interpretació de la vina es fa evident en les seves composicions. Per desig del seu guru va anar a Tiruttani (una ciutat-temple, prop de Chennai). Mentre s'hi trobava immers ne profunda meditació, se li aparegué un vell i li demanà que obrís la boca. Li posà un dolç a la boca i desaparegué. En obrir la boca tingué una visió de la deïtat Muruga, i arran d'això va crear la seva primera obra: "Shri Nathadi Guruguho", en la raga Mayamalavagaula.
Aquesta cançó estava dedicada al Senyor (i/o al gurú) en la primera declinació del sànscrit. Després va compondre Kritis al Senyor en totes les vuit declinacions. En la seva major part contenen epítets per glorificar al gurú i tenen molt poques referències al Déu Muruga o específicament a la deïtat en forma saguna, com Thiruthani.
Després va visitar en pelegrinatge i va compondre als temples de Kanchi, Arunachalam, Chidambaram, Tirupathi i Kalahasthi, abans de retornar a Tiruvarur.

### Maduresa
Al seu retorn a Tiruvarur, compongué per a totes les deïtats del temple, incloent-hi Tyagaraja (un amsha de Siva), la deïtat principal, Nilotpalambal, la seva consort, i la Deessa Kamalambaluna deïtat independent de gran importància tàntrica en el complex de temples. En aquesta època va compondre el famós cicle Kamalamba Navavarna ple de perfectes sahityas que han esdevingut un exemple de la seua obra. Aquests navavarnams estan composts en totes les vuit declinacions del sànscrit i es canten cada any en el moment culminant del Guruguha Jayanti. Seguí mostrant la seva destresa en la composició de la Navagraha Kritis en elogi als nou planetes. El Sahitya de les cançons reflecteix un profund coneixement de la mantra i el Jyotisha sastras. El Nilotpalamba Kritis és un altre conjunt clàssic de composicions que reviu oblidats ragas com Narayanagaula, Purvagaula i Chayagaula.

## Obres
Va deixar al voltant de 450 o 500 obres, la majoria de les quals se sol interpretar habitualment al concerts de música carnàtica. La majoria de les seves composicions estan en sànscrit i en la forma Krithi, és a dir, amb la poesia adaptada a la música.
Muthuswami Dikshitar viatjà molt per llocs sagrats al llarg de la seva vida, i compongué krithis a les deïtats i els temples que visità. Cadascuna de les seves composicions és única, i de factura brillant. Les seues obres són conegudes per la profunditat i espiritualitat de la melodia —la seva visió d'alguns dels ragas es manté encara com l'última paraula sobre la seva estructura. Les seues lletres en sànscrit son en elogi de la deïtat del temple, però Muthuswami hi introdueix de manera incomparable el pensament Advaita Vedanta, resolent perfectament la relació inherent entre la filosofia Advaita i el culte politeista. Les seves cançons també contenen molta informació sobre la història del temple, i el seu rerefons, contribuint així a la preservació de molts costums d'aquests antics santuaris.
També va aconseguir compondre en tots els 72 Melakartha ragas, (en la forma Asampurna Mela) proporcionant així un exemple musical de molts ragas oblidats. Fou també un mestre del Tâla i és l'únic compositor Kritis que va compondre kritis en els 7 Tâlas bàsics del règim carnàtic. També va mostrar la seva habilitat amb el sànscrit, en haver compost en totes les vuit declinacions.
Per la riquesa de raga bhava, sublimat del seu contingut filosòfic i per la grandesa de la Sahitya, les cançons de Dikshitar estan insuperables.
Muthuswami Dikshitar fou abordat per quatre mestres de la dansa: Tanjavur, Ponnayya, Vadivelu i en Chinnayaya. Li expressaren el desig d'aprendre música d'ell i el convenceren per acompanyar-lo a Tanjavur. Allí, Dikshitar els impartí els tradicionals 72 Mela dictades per Venkata Vaidyanatha Dikshita.
Els estudiants mostraren el seu agraïment per la composició d'un conjunt de nou cançons anomenades Navaratna Mal per glorificar el gurú.
Aquests quatre deixebles es convertiren en el que avui es coneix com la Tanjore Quartette i són venerats com els principals compositors de música per a Bharatanatyam.